# Frauental an der Laßnitz
Frauental an der Laßnitz är en ort och kommun i Österrike. Den ligger i distriktet Deutschlandsberg i förbundslandet Steiermark, 180 kilometer sydväst om huvudstaden Wien. Kommunen har 3 213 invånare (2024).
Kommunen är belägen i Laßnitzdalen vid floden Laßnitz.
Kommunen består av fem orter (Ortschaften) (inom parentes invånarantal 1 januari 2024):
- Freidorf an der Laßnitz (1 254)
- Freidorfer Gleinz (74)
- Laßnitz (984)
- Schamberg (442)
- Zeierling (459)

Genom kommunen går vägen B 76. Inom kommunen finns även järnvägsstationen Frauental-Bad Gams vid Wieserbanan.
Kommunfullmäktige domineras av partiet SPÖ. Vid kommunvalet 2020 fick SPÖ 72,5% av rösterna, ÖVP 22,1% och FPÖ 5,4%.
Kommunen är medlem i kommunsamarbetet ”Bad Gams – Deutschlandsberg – Frauental” och i turismförbundet ”Schilcherland  Deutschlandsberg”.